# Heldenbücher

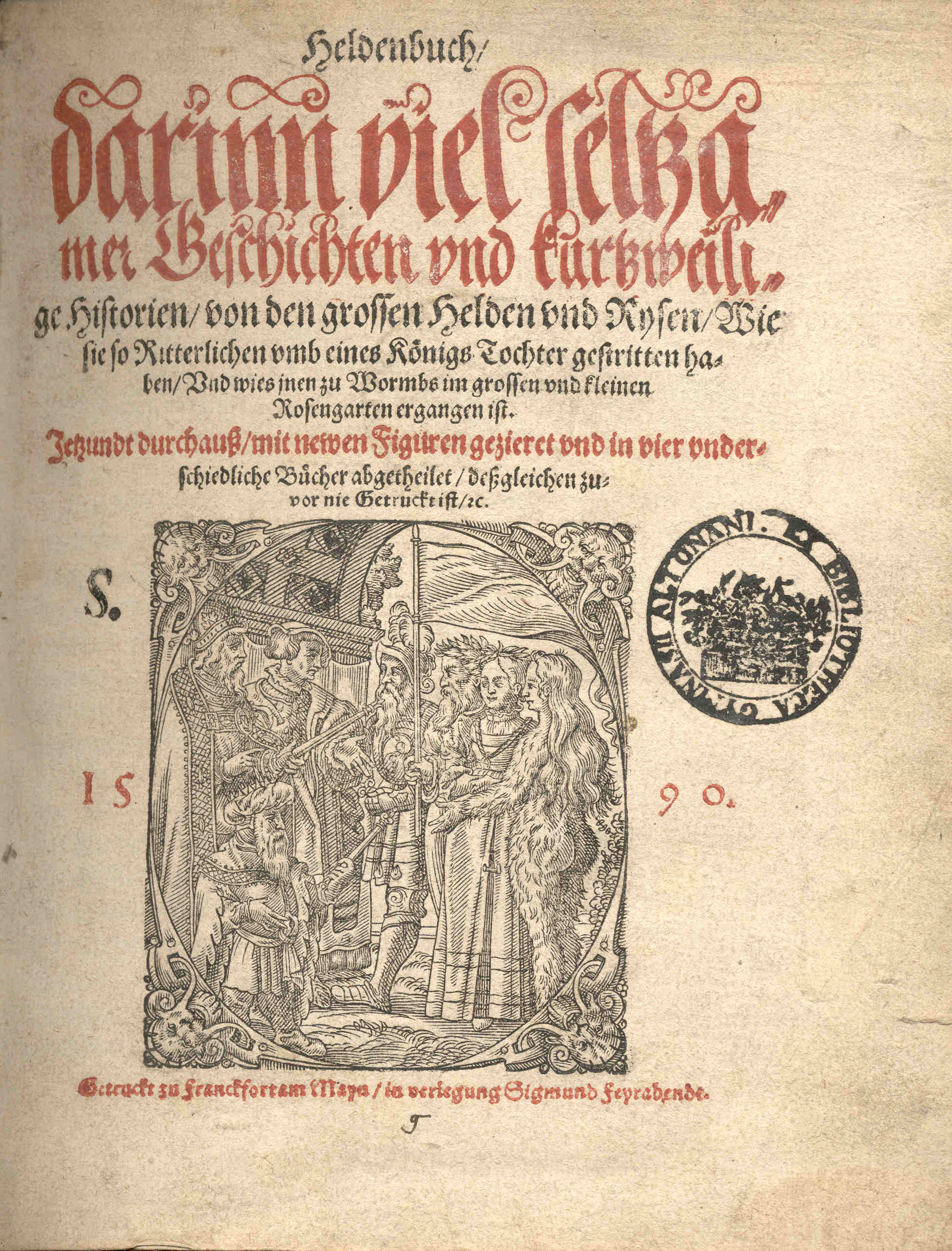
Ausgabe eines Heldenbuches von 1590

Als Heldenbücher wird eine Gruppe von Handschriften und Drucken des Spätmittelalters aus dem 14. bis 16. Jahrhundert bezeichnet. Jedes Heldenbuch enthält eine Sammlung von Dichtungen mit ausschließlich oder überwiegend heldenepischen Inhalt, doch in der Zusammenstellung der Epen unterscheiden sich die einzelnen Handschriften bzw. Drucke. Meistens finden sich ein bis zwei Dichtungen der Dietrichepik wie Laurin und Virginal neben den zyklisch miteinander verbundenen Epen von Ortnit und Wolfdietrich. Das im Auftrag Maximilians I. erstellte Ambraser Heldenbuch stellt insofern einen Sonderfall dar, als es auch höfische Dichtung (Hartmanns von Aue Erec z. B.) enthält.
Der Plural Heldenbücher wird verwendet, um diesen Typus der spätmittelalterlichen Sammlungsüberlieferung zu bezeichnen. Der Singular Heldenbuch steht für eine Handschrift bzw. einen Druck und muss zwecks genauer Kennzeichnung durch eine Signatur oder Ortsbezeichnung ergänzt werden, damit man z. B. weiß, welche Laurin-Überlieferung aus welchem Jahr bzw. Jahrhundert gemeint ist. ‚Das Heldenbuch‘ im Sinne von "Original"-, "Ur-" oder "richtigem" Heldenbuch" gibt es nicht.

## Heldenbuch-Fassungen
- Das älteste bekannte Heldenbuch ist eine nur fragmentarisch erhaltene aufwendige rheinfränkische Handschrift aus der ersten Hälfte des 14. Jahrhunderts mit Eckenlied, Virginal, Ortnit und Wolfdietrich.

- Mehr als 100 Jahre später, 1472, schließt ein Kaspar von der Rhön[1] in Nürnberg das nach dem heutigen Aufbewahrungsort genannte Dresdner Heldenbuch ab. Es enthält Ortnit/Wolfdietrich: Eckenlied, Rosengarten, Sigenot, Wunderer, Laurin, Virginal, das jüngere Hildebrandlied und – nachträglich hinzugefügt – Meerwunder und Herzog Ernst (beides sind keine Heldenepen).

- Die Handschrift von Lienhart Scheubels Heldenbuch entstand 1480/1490 in Nürnberg und umfasst Virginal, Erzählung von Zwergenkönig Antelan, Ortnit/Wolfdietrich, Nibelungenlied und die Erzählung vom Schwanritter Lorengel.

- Das erste Straßburger Heldenbuch des Goldschmieds Diebold von Hanowe, ebenfalls eine Handschrift, entstand etwa 1480 in Straßburg. Dieses ist das erste Handbuch mit einer Vorrede, die den als Heldenbuch-Prosa bezeichneten Übermittlungstyp eröffnet und einen Überblick über den Chronik und Genealogie der alten Helden liefert. Der Vorrede folgen wieder Ortnit/Wolfdietrich, Rosengarten, Laurin, Sigenot.

- Das zweite Straßburger Heldenbuch, eine 1476 entstandene Handschrift, enthält Ortnit/Wolfdietrich, Rosengarten, Salman und Morolf und Laurin.

- Der erste Druck des Heldenbuchs,[2] hergestellt 1479 vermutlich in der Offizin des Johann Prüß dem Älteren mit hervorragenden Holzschnitten, enthält Ortnit/Wolfdietrich, Rosengarten, Laurin und Heldenbuch-Prosa. Der Titel ist der helden buch/das nennet den wolfdieterich und zeigt so die zentrale Stellung, die der Wolfdietrich-Text in dieser Überlieferung einnimmt. Wolfdietrich wird hier als Vorfahr von Dietrich von Bern dargestellt, Berchtung als Vorfahr Hildebrands und der Sippe der Wölflinge.

- Weitere Drucke erfolgten in
  - Augsburg 1491.[3]
  - Hagenau 1509.
  - Augsburg 1545.
  - Frankfurt am Main 1560.
  - Frankfurt am Main 1590.

## Heldenbücher des 19. Jahrhunderts
Im 19. Jahrhundert trug Friedrich Heinrich von der Hagen eine vollständige Sammlung der altdeutschen Heldenlieder aus dem Sagenkreis Dietrichs von Bern und der Nibelungen zusammen (Leipzig 1855, 2 Bde.).
Von den Schülern Karl Müllenhoffs stammt das "Deutsche Heldenbuch" (Berl. 1866–73, 5 Bde.).
Eine umfassende Erneuerung der Heldensage hat Karl Simrock unter gleichem Titel in 6 Bänden (Stuttg. u. a. 1843ff.) gegeben.
Diese Versuche, die in den Heldenbüchern versammelten Dichtungen mit gleichem Erfolg zu verbreiten wie das damals populäre Nibelungenlied scheiterten an der vergleichsweise geringen literarischen Qualität. Bei Simrock sind sie wohl aus dem Anliegen zu verstehen, nach der napoleonischen Besetzung die Schaffung eines deutschen Nationalstaates zu fördern.

## Digitalisate

### Handschriften
- Dresdner Heldenbuch, 1472/1475: SLUB Dresden
- Sammelhandschrift, 2. Hälfte des 15. Jahrhunderts: ÖNB

### Drucke
- Straßburg: Johann Prüss, um 1479: TUdigit; Collections @ UrMEL
- Augsburg: Johann Schönsperger, 1491: MDZ München
- Augsburg, 1545: MDZ München
- Frankfurt: Sigmund Feyerabend, 1560: MDZ München; ÖNB
- Frankfurt: Sigmund Feyerabend, 1590: doi:10.25673/opendata2-690, ÖNB